# Singles Club
Singles Club é um EP lançado pela banda norte-americana de rock Paramore.

## Faixas
| Singles Club EP |                                                       |         |  |
| N.º             | Título                                                | Duração |  |
| 1.              | "Monster"                                             | 3:20    |  |
| 2.              | "Renegade" (Lançado em 11 de outubro de 2011)         | 3:28    |  |
| 3.              | "Hello Cold World" (Lançado em 7 de novembro de 2011) | 3:21    |  |
| 4.              | "In the Mourning" (Lançado em 5 de dezembro de 2011)  | 3:06    |  |